# Médico de combate

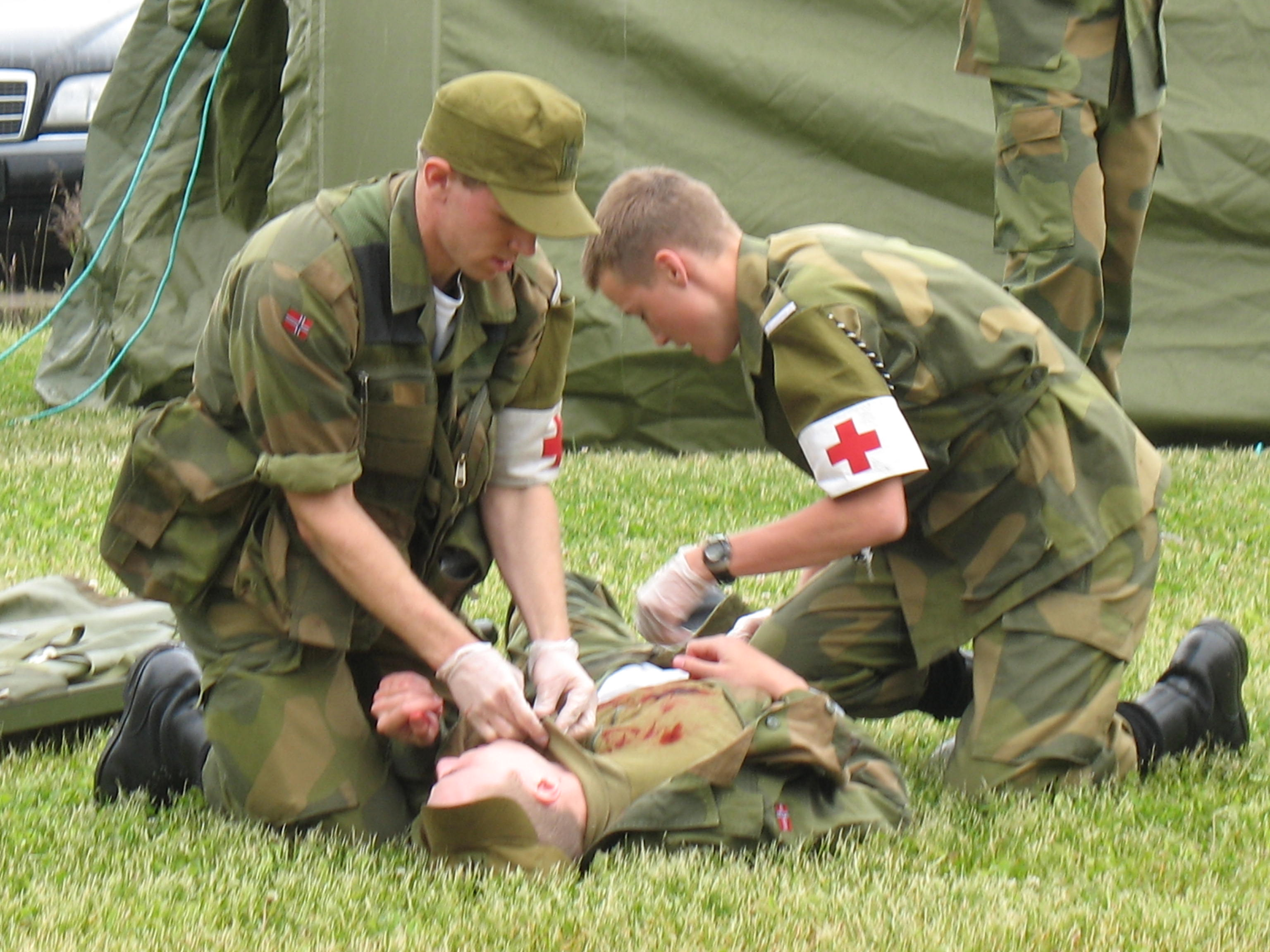
Médicos de combate noruegos en un ejercicio

Los médicos de combate (también conocidos solo como médicos) son militares que fueron entrenados para prestar primeros auxilios y atención al trauma en la línea de frente del campo de batalla. Ellos son también responsables por prestar asistencia médica continua, en la ausencia de médicos activamente disponibles, incluyendo cuidados por enfermedades y lesiones de batalla. Los Médicos de combate son normalmente co-localizados junto a tropas de combate, pues ellos sirven a modo de facilitar el movimiento con las tropas y monitorear la salud en progreso de dichos efectivos militares en batalla.

## Historia
El cirujano Dominique Jean Larrey dirigió la "Grande Armée" de Napoleón para desarrollar hospitales de campo móviles, o "ambulancias", además de un cuerpo de soldados entrenados y equipados para ayudar aquellos en el campo de batalla. Antes de la iniciativa de Larrey en los años 1790, soldados heridos eran dejados en medio de la lucha hasta terminar el combate o sus compañeros los cargaban para las líneas defensivas. Fue durante la Guerra de Secesión que el cirujano (Mayor) Jonathan Letterman, director médico del Ejército del Potomac, percibió la necesidad de un tratamiento médico integrado y sistema de evacuación. Él vio la necesidad de equipar este sistema con sus propios vehículos, organizaciones, instalaciones, y personal. El plan de Letterman fue implantado por primera vez en septiembre de 1862 en la Batalla de Antietam, Maryland.
En 1864, dieciséis Estados europeos adoptaron la Primera Convención de Ginebra para salvar vidas y aliviar el sufrimientos de militares heridos y enfermos, y para proteger médicos entrenados como civiles, en el acto de ayuda. En consonancia con la Convención de Ginebra, con conocimiento de causa, disparar contra un médico vistiendo una insignia es un crimen de guerra. En los tiempos modernos, la mayoría de los médicos de combate portan un arma personal, a ser usada para protegerlos y a los heridos y enfermos bajo sus cuidados. Cuando y si ellos usan sus armas ofensivamente, ellos entonces sacrifican la protección de los mismos bajo las Convenciones de Ginebra. Estos médicos son especialmente entrenados.